# Alfred Lienhard
Alfred Lienhard (* 29. August 1925 in Herisau; † 7. April 1970 in Erlen; heimatberechtigt in Herisau) war ein Schweizer Unternehmer aus Kanton Appenzell Ausserrhoden. 

## Leben
Alfred Lienhard war ein Sohn von Alfred Lienhard, Fabrikheizer. Im Jahr 1947 heiratete er Trudy Mittelholzer, Tochter von Konrad Mittelholzer, Garagenchef. Er absolvierte eine Lehre als Schlosser. Lienhard gründete 1945 in Herisau eine Werkstatt zur Herstellung von Stahlrohrgeräten. Später kam es zu einer Weiterentwicklung zur Stahlblechverarbeitung. Im Jahr 1951 zog er nach Erlen um. 
Er produzierte Schubladen und Motorvelos, was er jedoch bald wieder einstellte. Er vertrieb erfolgreich Regalanlagen, die so genannte Reihe M. Im Jahr 1953 lancierte er die Marke Lista. Ab 1980 wurde diese zum Firmennamen. Im Jahr 1960 gründete er die Kunststoffwerk AG in Dozwil. 1970 beschäftigte die Firma Lienhard AG 450 Personen und erwirtschaftete 40 Millionen Franken Umsatz. Lienhard war Vorsteher der Ortsgemeinde Erlen.